# Noemí Granados
Noemí Granados Flores (Tijuana, Baja California; 30 de septiembre de 2002) es una futbolista mexicana que se desempeña como mediocampista en el Club América Femenil de la Primera División Femenil de México. Integra la Selección femenina de futbol sub-17 de México.

## Trayectoria
A la edad de 5 años comenzó a jugar futbol; siempre le agradó la posición de mediocampista debido a que tener la posesión del balón y distribuir el juego eran sus principales virtudes. Debuta en la primera jornada del torneo Clausura 2018, portando el número 16, el sábado 6 de enero del 2018 en un partido frente al Club de Futbol Pachuca Femenil siendo la única anotadora del encuentro lo que valió para que su escuadra saliera victoriosa 1-0. Para el torneo Apertura 2018 porta el número 7.
Integró la Selección femenina de futbol sub-15 de México y posteriormente la Selección femenina de futbol sub-17 de México, con la primera participó en el Torneo de la CONCACAF que se celebró en Orlando, Florida en el año 2016. Asimismo jugó en la Segunda Edición del Torneo Sub-17 de las Naciones 2017 que se llevó a cabo en Gradisca, Italia, donde el combinado nacional quedó en tercer lugar.

## Palmarés

### Títulos nacionales
| Título           | Club         | País   | Año      |
| ---------------- | ------------ | ------ | -------- |
| Primera División | Club América | México | Cl. 2023 |